# Pieniężno
Pieniężno é um município da Polônia, na voivodia da Vármia-Masúria e no condado de Braniewo. Estende-se por uma área de 3,81 km², com 2 802 habitantes, segundo os censos de 2017, com uma densidade de 735,4 hab/km².